# Vincenzo Maenza
Vincenzo Maenza (* 2. Mai 1962 in Imola) ist ein ehemaliger italienischer Ringer. Er war zweifacher Olympiasieger im griech.-röm. Stil im Papiergewicht (bis 48 kg Körpergewicht).

## Werdegang
Vincenzo Maenza wuchs in Faenza, seit jeher eine Hochburg im italienischen Ringersport, auf. Es verwundert daher nicht, dass der kleine Vincenzo, der den Spitznamen „Pollicino“ hatte, im Alter von 12 Jahren bei dem dortigen CISA AUDAX Ringerclub mit dem Ringen begann. Seine ersten größeren Wettkämpfe bestritt Maenza, der bei einer Bank beschäftigt war, im Jahre 1976. Es dauerte nicht lange und er hatte sich in die Spitzenklasse der italienischen Ringer in der leichtesten Gewichtsklasse, dem Papiergewicht, also bis 48 kg Körpergewicht, hineingekämpft. Maenza startete bis auf wenige Ausnahmen bis zum Ende seiner internationalen Karriere 1992 immer in dieser Gewichtsklasse.
Sein Debüt auf einer internationalen Meisterschaft gab Maenza schon im Alter von 17 Jahren bei den Mittelmeerspielen in Split, als er im griech.-röm. Stil, dem Stil, den er ausschließlich rang, hinter dem starken Türken Salih Bora den 2. Platz belegte. 1980 belegte er bei der Junioren-Weltmeisterschaft (Cadets = bis zum 18. Lebensjahr) in Colorado Springs den zweiten Platz und bei der Junioren-Europameisterschaft der Espoirs (bis zum 20. Lebensjahr) in Bursa den 3. Platz. Er durfte daraufhin bei den Europameisterschaften der Senioren in Prievidza und den Olympischen Spielen in Moskau starten und kam beide Male auf den 7. Platz.
Auch in den Jahren 1981 bis 1983 war Maenza regelmäßig bei den Welt- und Europameisterschaften am Start, schaffte aber nie eine bessere Platzierung als den 5. Platz. Den großen Sprung nach vorne machte er im Jahre 1984. Zunächst gewann er bei der Europameisterschaft in Jönköping im Papiergewicht die Bronzemedaille, wobei er im Kampf um diese Medaille Bernd Scherer aus der Bundesrepublik Deutschland besiegte und dann wurde er in Los Angeles auch Olympiasieger in dieser Gewichtsklasse. Im Endkampf bezwang er dabei den deutschen Meister Markus Scherer, den Bruder von Bernd Scherer, gegen den er schon nach 1,59 Minuten mit 12:0 Punkten führte, womit nach dem damaligen Reglement der Kampf zu Gunsten von Vincenzo Maenza abgebrochen wurde.
1985 pausierte Vincenzo Maenza bei den Welt- u. Europameisterschaften, wurde aber 1986 Dritter der Europameisterschaft in Athen und 1987 in Tampere Europameister und in Clermont-Ferrand Vizeweltmeister im Papiergewicht. Bei den Olympischen Spielen 1988 in Seoul bestätigte dann Maenza seinen Olympiasieg von 1984, wo ja die starken Ostblock-Ringer wegen des Olympiaboykotts der Spiele von Los Angeles gefehlt hatten, denn er wurde auch in Seoul in überzeugendem Stil Olympiasieger. Im Finale bezwang Maenza dabei den Polen Andrzej Głąb mit 3:0 Punkten.
In den Folgejahren trat Maenza etwas kürzer, startete aber 1990 bei der Weltmeisterschaft in Rom. Dort verlor er aber im Halbfinale gegen den sowjetischen Sportler Oleg Kutscherenko, der später die deutsche Staatsangehörigkeit annahm und konnte zum Kampf um den 3. Platz nicht mehr antreten, weil er erstmals in seiner Laufbahn das Gewichtslimit von 48 kg verfehlte.
Zum Abschluss seiner Karriere startete Maenza dann noch bei den Olympischen Spielen 1992 in Barcelona. Maenza kämpfte sich dort in hervorragender Manier in das Finale. Den Sprung zum dritten Olympiasieg verbaute ihm jedoch erneut Oleg Kutscherenko, der Maenza mit 3:0 Punkten sicher nach Punkten besiegte.
Nach den Olympischen Spielen 1992 beendete Maenza seine internationale Ringerlaufbahn. Er war mit 2 Gold- und einer Silbermedaille der erfolgreichste italienische Ringer, der je auf der Matte stand. Vincenzo Maenza ist heute als Manager eines italienischen Fußballclubs tätig, engagiert sich im italienischen Olympischen Komitee für die Unterstützung von Athleten, die nach ihrer Sportkarriere wieder in das bürgerliche Leben eingegliedert werden müssen und ist auch Präsident von NICO, einer Vereinigung der italienischen Medaillengewinner bei Olympischen Spielen. Im September 2005 wurde Maenza in die FILA International Wrestling Hall of Fame aufgenommen.

## Internationale Erfolge
(OS = Olympische Spiele, WM = Weltmeisterschaft, EM = Europameisterschaft, GR = griech.-röm. Stil, Pa = Papiergewicht, Fl = Fliegengewicht, damals bis 48 gk bzw. 52 kg Körpergewicht)
- 1979, 2. Platz, Mittelmeerspiele in Split, GR, Pa, hinter Salih Bora, Türkei u. vor Sotirios Ventas, Griechenland;
- 1980, 2. Platz, Junioren-WM (Cadets) in Colorado Springs, GR, Pa, hinter Daniel Aceves, Mexiko u. vor Mikael Lindblom, Schweden;
- 1980, 3. Platz, Junioren-EM (Espoirs) in Bursa, GR, Pa, hinter Ilja Umanow, Sowjetunion u. Atanas Emzew, Bulgarien;
- 1980, 7. Platz, EM in Prievidza, GR, Pa, mit einem Sieg über Reijo Haaparanta, Finnland u. Niederlagen gegen Freddy Scherer, BRD u. Kent Andersson, Schweden;
- 1980, 7. Platz, OS in Moskau, GR, Pa, nach Niederlagen gegen Reijo Haaparanta u. Pawel Christow, Bulgarien;
- 1981, 5. Platz, Junioren-WM (Espoirs) in Vancouver, GR, Pa, hinter Mark Fuller, USA, Magyatdin Allachwerdijew, Sowjetunion, Bratan Zenow, Bulgarien u. Bernd Scherer, BRD u. vor Lars Rønningen, Norwegen;
- 1981, 5. Platz, EM in Göteborg, GR, Pa, mit Siegen über Jon Rønningen, Norwegen, Mihai Cișmaș, Rumänien u. Ferenc Seres, Ungarn u. Niederlagen gegen Salih Bora u. Totju Andonow, Bulgarien;
- 1981, 7. Platz, WM in Oslo, GR, Pa, mit einem Sieg über Mark Fuller u. Niederlagen gegen Saksylik Uschkempirow, UdSSR u. Totju Andonow;
- 1982, 6. Platz, WM in Kattowitz, GR, Pa, hinter Timor Taimuras Kasaraschwili, Sowjetunion, Salih Bora, Bratan Zenow, Bulgarien, Leszek Majakowski, Polen u. Csaba Vadász, Ungarn;
- 1983, 1. Platz, Mittelmeerspiele in Casablanca, GR, Pa, vor Ali Farag, Ägypten u. Salih Bora;
- 1983, 5. Platz, EM in Budapest, GR, Pa, hinter Bratan Zenow, Wassili Anikin, Sowjetunion, Csaba Vadasz u. Markus Scherer, BRD u. vor Krzystof Mudrecki, Polen;
- 1984, 3. Platz, EM in Jönköping, GR, Pa, mit Siegen über Kent Andersson, Andreas Klimmt, DDR u. Bernd Scherer u. einer Niederlage gegen Magyatdin Allachwerdijew;
- 1984, Goldmedaille, OS in Los Angeles, GR, Pa, mit Siegen über Salih Bora, Li Haisheng, VR China, Kent Andersson u. Markus Scherer;
- 1985, 1. Platz, World-Super-Championship (inoffiziell) in Tokio, GR, Pa, vor Ikuzo Saito, Japan und Ortze Ortzew, Bulgarien;
- 1986, 3. Platz, EM in Athen, GR, Pa, hinter Iwan Samtajew, Sowjetunion u. Bratan Zenow u. vor Lars Rønningen, Fuat Yıldız, Türkei u. Giorgios Nikitas, Griechenland;
- 1987, 1. Platz, EM in Tampere, GR, Pa, vor Bratan Zenow, Sergei Suworow, Sowjetunion, Markus Scherer, Andrzej Głąb, Polen u. Georgios Nikitas;
- 1987, 2. Platz, WM in Clermont-Ferrand, GR, Pa, hinter Magyatdin Allachwerdijew u. vor Lars Rønningen, Andrzej Głąb, Bratan Zenow u. Yond Kyun Duk, Nordkorea;
- 1987, 1. Platz, FILA-Grand Prix in Budapest, GR, Pa, vor Bratan Zenow, Andrzej Głąb, Markus Scherer, Reinaldo Jimenez, Kuba u. Magyatdin Allachwerdijew;
- 1988, 1. Platz, Mittelmeerspiele in Latakia, GR, Fl, vor Serge Robert, Frankreich u. Muhammat Öztürk, Türkei;
- 1988, Goldmedaille, OS in Seoul, GR, Pa, vor Andrzej Głąb, Bratan Zenow, Magyatdin Allachwerdijew, Khaled Al-Faraj, Syrien u. Markus Scherer;
- 1990, 4. Platz, WM in Rom, GR, Pa, hinter Oleg Kutscherenko, Sowjetunion, Raiko Marinow, Bulgarien u. Elenia Koishi, Japan u. vor Wilber Sánchez, Kuba und József Faragó, Ungarn;
- 1991, 3. Platz, Mittelmeerspiele in Athen, GR, Fl, hinter Khaled Al-Faraj u. Serge Robert u. vor Zeljko Popovic, Jugoslawien;
- 1992, Silbermedaille, OS in Barcelona, GR, Pa, hinter Oleg Kutscherenko u. vor Wilber Sánchez, Fuat Yıldız, Türkei, Iliuță Dăscălescu, Rumänien u. Rezah Simkhah, Iran